# Бхудж
Бхудж (англ. Bhuj, гудж. ભુજ) — город и муниципалитет в западной части индийского штата Гуджарат. Административный центр округа Кач.

## История
Во времена английского владычества город Бхудж был столицей вассального государства Кач в президентстве Бомбей. 
В 1819 году большая часть города была разрушена землетрясением, погибло много людей.
26 января 2001 года Бхудж вновь сильно пострадал от крупного землетрясения.

## География
Город расположен на высоте 109 м над уровнем моря.

## Климат
| Показатель                    | Янв. | Фев. | Март | Апр. | Май  | Июнь | Июль  | Авг.  | Сен. | Окт. | Нояб. | Дек. | Год   |
| ----------------------------- | ---- | ---- | ---- | ---- | ---- | ---- | ----- | ----- | ---- | ---- | ----- | ---- | ----- |
| Средний суточный максимум, °C | 27,1 | 30,1 | 35,1 | 38,8 | 39,6 | 37,5 | 34,0  | 32,8  | 34,3 | 36,4 | 32,7  | 28,4 | 33,9  |
| Средняя температура, °C       | 18,0 | 20,9 | 26,3 | 30,4 | 32,4 | 32,3 | 30,1  | 29,1  | 29,1 | 28,5 | 23,9  | 19,3 | 26,7  |
| Средний суточный минимум, °C  | 8,8  | 11,8 | 17,4 | 22,0 | 25,3 | 27,1 | 26,3  | 25,3  | 23,9 | 20,7 | 15,1  | 10,1 | 19,5  |
| Норма осадков, мм             | 2,0  | 1,5  | 2,1  | 1,1  | 7,5  | 38,0 | 125,7 | 103,5 | 63,1 | 19,7 | 8,5   | 1,0  | 373,7 |
| Источник:                     |      |      |      |      |      |      |       |       |      |      |       |      |       |

## Население
По данным переписи 2011 года население Бхуджа составляет 147 123 человека; население агломерации города по данным той же переписи — 187 279 человек.

## Достопримечательности
В самом центре Бхуджа расположено крупное озеро Хамирсар, кроме того, в черте города имеется ещё несколько небольших озёр. На окраине города, на холме, находится крепость Бхуджия, построенная в первую половину XVIII века.

## Транспорт
Соединён железной дорогой с крупными городами северной Индии. Имеется небольшой аэропорт, который принимает еженедельные рейсы из Мумбаи, обслуживаемые компаниями Jet Airways и Kingfisher Airlines.